# Придністровська рівнина

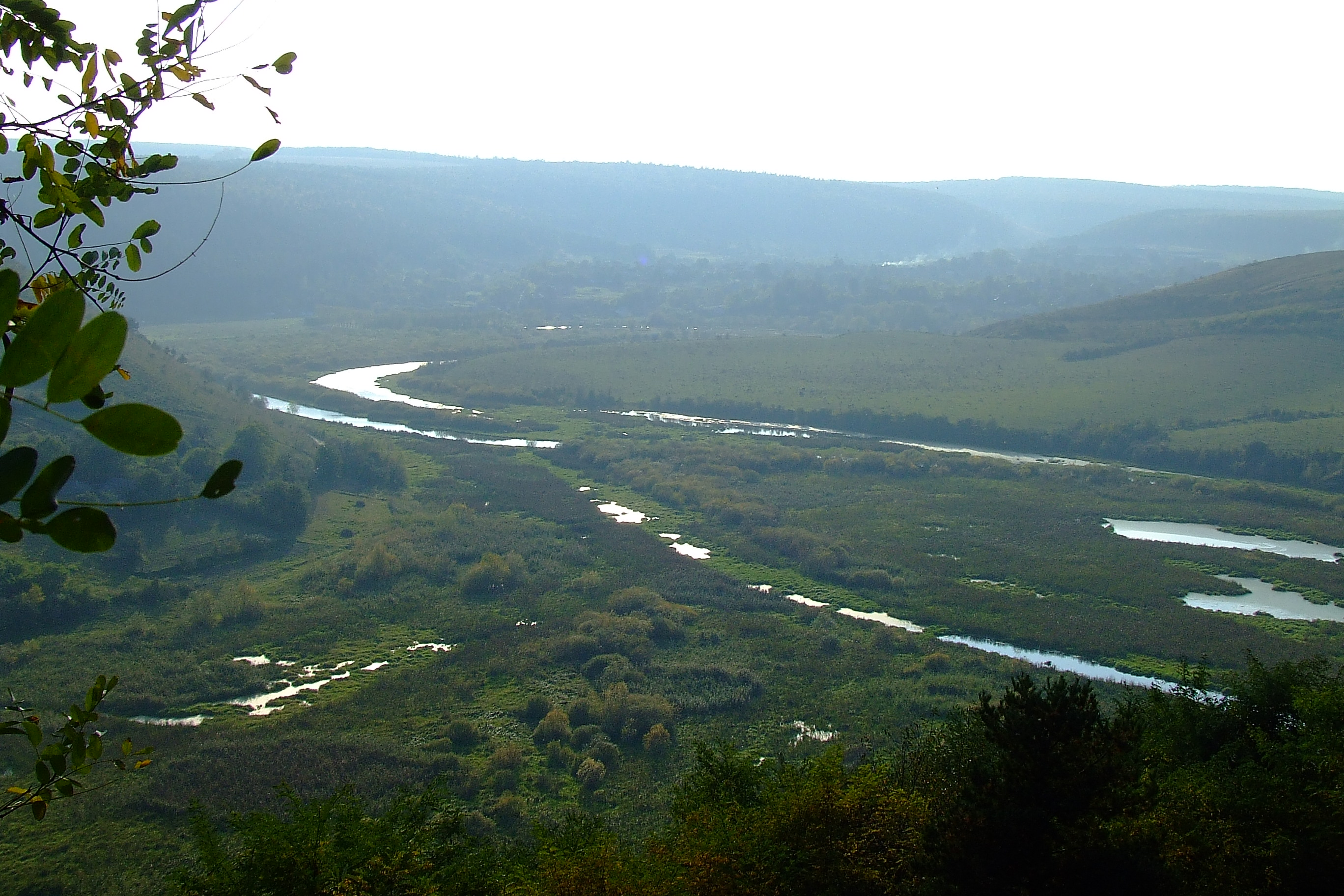
Придністровська рівнина

Придністровська рівнина — рівнина в Україні. Південну частину Тернопільської області займає Придністровська рівнина, по лінії Бучач — Борщів проходить її умовна межа. Каньйоноподібні долини Дністра і його приток почленували рівнину. Глибокими ярами порізані схили долин. Між долинами Серету і Збруча поширені форми підземного карсту — печери і поверхневого карсту — лійки.

## Геоморфологічна будова
Форми вивітрювання додають мальовничості цим територіям — вапнякові скелі-останці, які під впливом кліматичних чинників набули подекуди химерних форм — грибів, сфінксів, космічних літаючих блюдець, стовпів тощо. В урочищі Криве, поблизу м. Заліщики, між с. Лисичники і с. Вовчків Заліщицького району, у с. Бабинці Борщівського району, на берегах Касперівського водосховища можна спостерігати їх доволі багато. Часто зустрічаються відслонення гірських порід у долинах Дністра та його приток. Особливо вони помітні на урвистих високих берегах Дністра ("стінках").  Берег біля с. Колодрібка є найбільшою "стінкою"(230 м заввишки). Унаслідок тектонічних зсувів і геологічної діяльності р. Дністра утворилося 20 меандрів, які теж надають цій території неповторності.

## Геологічні пам'ятки природи

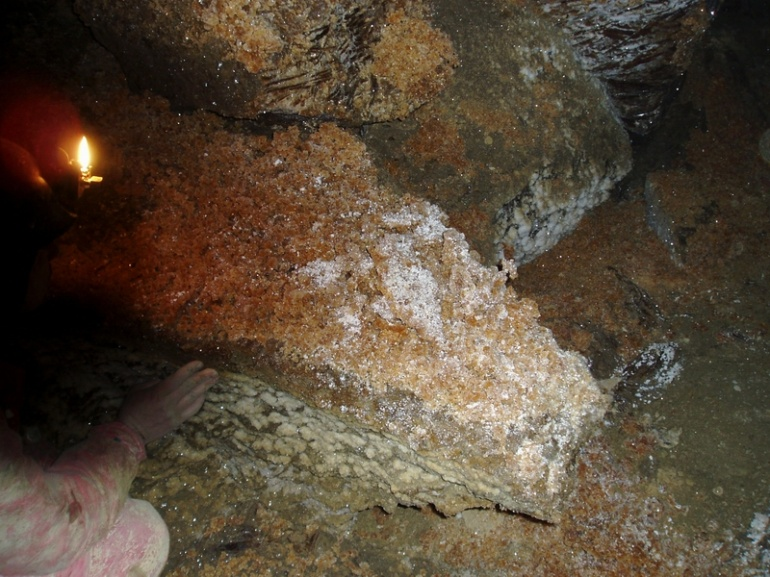
Печера Оптимимістична

Між долинами річок Збруча  і Серету зустрічаються численні печери. Ці печери знаходяться в Борщівському районі
- Печера «Оптимістична» (201км)
- Печера «Озерна» (115 км)
- Печера «Кришталева» (22 км)[2]